# Младоикавский диалект

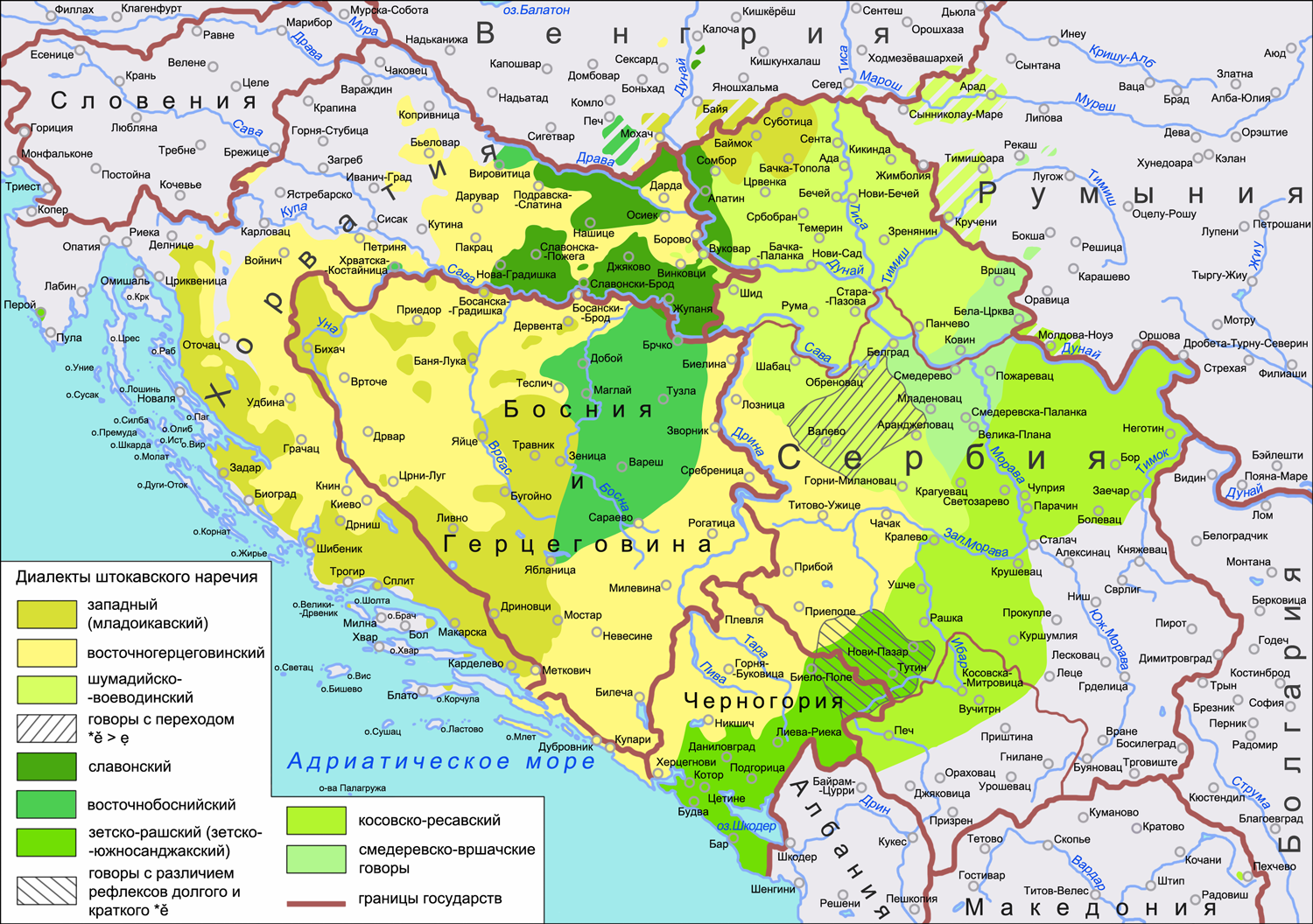
Младоикавский диалект на карте штокавского наречия

Младоикавский диале́кт (также западный диалект, новоштокавский икавский диалект, западный новоштокавский диалект, младоикавская группа говоров, западногерцеговинско-приморский диалект, боснийско-далматинский диалект; хорв. zapadni dijalekt, novoštokavski ikavski dijalekt, серб. млађи икавски дијалекат, босанско-далматински дијалекат, mlađi ikavski dijalekat, zapadni novoštokavski dijalekat, zapadohercegovačko-primorski dijalekat, bosansko-dalmatinski dijalekat) — один из трёх новоштокавских диалектов сербохорватского языкового континуума наряду с шумадийско-воеводинским и восточногерцеговинским. Распространён в Хорватии (на части территории Далмации), в ряде западных и центральных районов Боснии и Герцеговины, а также в приграничных районах Сербии и Венгрии (в области Бачка).
Большинство носителей младоикавского диалекта — хорваты и боснийцы, имеются также небольшие группы сербов, говорящих на этом диалекте.
Для младоикавских говоров характерно наличие гласной i на месте праславянской *ě (вместе с посавскими славонскими говорами младоикавские занимают почти весь сербохорватский икавский ареал), по распространению сочетаний согласных на месте *stj и *zdj — часть младоикавских говоров является штакавской, часть — шчакавской.

## Область распространения
Область распространения младоикавского диалекта размещена преимущественно в западной части ареала штокавского наречия.
В Хорватии ареал младоикавских говоров охватывает в основном западные и южные районы страны. Согласно современному административно-территориальному делению Хорватии говоры младоикавского диалекта распространены в Лицко-Сеньской, Задарской, Шибенско-Книнской и Сплитско-Далматинской жупаниях.
В Боснии и Герцеговине младоикавские говоры распространены в основном в юго-западных и центральных районах на территории Западной Герцеговины и Южной Боснии, а также в анклавах среди сплошного ареала восточногерцеговиноского диалекта в Западной и Северо-Западной Боснии (наиболее крупные анклавы — районы Бихача, Приедора, Баня-Луки, Дервенты). Во время войны 1992—1995 годов хорватские носители младоикавских говоров переселялись в Хорватию и в районы Боснии, контролируемые хорватами, соответственно боснийцы переселялись на территории, подвластные федерации Боснии и Герцеговины, а небольшие группы сербов, говорящих на младоикавском диалекте, переселялись на территорию республики Сербской. В результате чего ареалы распространения диалекта не всегда соответствуют ареалам, обозначенным на диалектологических картах сербохорватских диалектов, составленных до войны в Боснии.
В Сербии младоикавский ареал размещён на северо-востоке страны. Согласно современному административно-территориальному делению Сербии говоры младоикавского диалекта в автономном крае Воеводина распространены в северных районах Западно-Бачского округа. Кроме того, младоикавские говоры, включая и островные, встречаются в прилегающих к Воеводине приграничных районах Венгрии, а также в ряде селений под Будапештом.
К младоикавским относятся говоры молизских славян в трёх сёлах Молизе (Италия), также около 1500 молизских хорватов (потомков эмигрантов, уехавших из Италии в 1927 году) живут в окрестностях Перта в западной Австралии.
В Далмации ареал младоикавского диалекта растянут полосой вдоль побережья Адриатического моря с северо-запада от города Делница на юго-восток до города Метковича, к младоикавскому ареалу с востока и юго-востока примыкает ареал восточногерцеговинского диалекта, с севера, запада и юго-запада — ареал чакавских диалектов.

## Особенности диалекта
Говоры младоикавского диалекта характеризуются общештокавскими языковыми чертами. Кроме того, для них характерны местные диалектные особенности, в числе которых отмечаются:
1. Рефлекс праславянского *ě — чаще всего гласная i, при этом икавизм западного диалекта проявляется непоследовательно, в ряде случаев рефлексами *ě могут выступать и e, и (i)je. Наибольшая непоследовательность в развитии гласной на месте *ě отмечается в западнобоснийских говорах.
2. Гласная а на месте редуцированных в сильной позиции.